# Provincia de Misamis
La provincia de Misamis fue una demarcación territorial histórica de Filipinas, ocupaba la parte norte de la isla de Mindanao. Fue creada mediante la unión de las subprovincias de Butuán y de Bukidnon. El 2 de noviembre de 1929 la provincia se dividió en dos: Misamis Occidental y Misamis Oriental.

## Geografía
Comprendía los siguientes 15 municipios:
En la actual provincia de Misamis Occidental 6: Baliangao, Plaridel, Oroquieta, Alorán, Jiménez y Misamis.
En la actual provincia de Misamis Oriental 6: Initao, Cagayán, Tagoloán, Babagasag, Talisayán y Giñgoog.
En la actual provincia de Camiguín 3: Catarmán, Sagay y Mambajao.
La ciudad de Misamis cambia su nombre por el de Ozámiz en honor del senador José Fortich Ozámiz (1898-1944) decapitado por los japoneses por su participación en el movimiento de resistencia durante la Segunda Guerra Mundial.

## Etimología
El nombre de Misamis se deriva de la palabra Misa. Cuando el catolicismo era novedad en el archipiélago, cada vez que el sacerdote viajaba por la provincia, los conversos se suele oír gritar "Misa! Misa". Por lo tanto, durante un período de tiempo, los misioneros españoles empezaron a llamar a la provincia por el nombre de Misamis.

## Historia
Los primeros pobladores de la provincia eran de etnia Bukidnon quienes se veían obligados a retirarse hacia en interior debido a la presión de los inmigrantes procedentes de las islas Bisayas, principalmente de Bohol y de Cebú. Se asentaron a lo largo de la costa y también en la isla de Caminguín, cuyo primer establecimiento fue Guinsilibán.
Su territorio pasó a formar parte de la Capitanía General de Filipinas (1520-1898) formando parte de la provincia de Cebú que fue un corregimiento.

"...Fué esta provincia uno de los primeros distritos que en Filipinas recibieron el patronato de la Corona de España; los del pueblo de Dapitan abrazaron afectuosamente á los primeros conquistadores y les acompañaron á Cebú, Por lo que el rey les reservó de tributos y les concedió muchos privilegios..."
Buzeta y Bravo, Tomo II, página MIS 341 MIS

### Evangelización

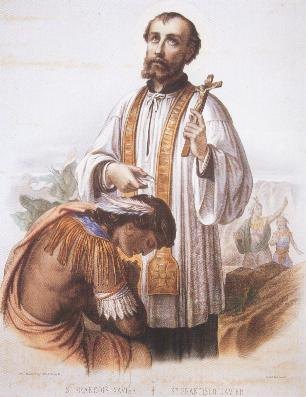
San Francisco Javier.

Los primeros españoles en llegar fueron misioneros Agustinos Recoletos que iniciaron los trabajos de su evangelización. Entonces la zona estaba bajo la influencia musulmana que ejercía Salanpang, vasallo del Reino de Corralat. Al enterarse de la presencia de los Recoletos en su territorio, Corralat hizo los preparativos para su expulsión. Pero Salanpang, que se había convertido al catolicismo, dio protección a los agustinos, retirándose a Cagayán, plaza que fortificó. Allí los recoletos se encontraron seguros y construyeron su convento, que fue el centro de su actividad misionera.
En esas penosas tareas les sucedieron los jesuitas, que lograron la reducción de la provincia a las máximas sagradas. Una vez expulsados los jesuitas, tomaron nuevamente la administración de estos pueblos los Padres Recoletos.

### Defensa del territorio
Desde el principio se establecieron varios presidios o fortalezas aunque pequeñas, y se destinó una corta guarnición para la conservación y defensa del territorio mantenida por medio de un situado. Así, en 1622 se fundó la ciudad de Cagayán.
El territorio correspondiente a esta provincia pertenecía a la de Cebú, pero después se aumentaron los presidios y situados por lo que erigió en corregimiento especial, cuya situación económica era a principios del siglo XIX bastante onerosa a la colonia.
Las continuas correrías de los moros, que por todas partes llevaron con frecuencia la muerte, la asolación y el cautiverio, redujeron mucho el número de la población y consiguientemente la recaudación de tributos, hasta el año de 1818, sin que contribuyese poco a ello la defectuosa administración que justamente deplorara el respetable Zúñiga.

### Alcaldía Mayor
Misamis fue una de las cuatro demarcaciones políticas en que se hallaba dividido el territorio reducido en la isla de Mindanao; formó una alcaldía mayor de entrada cuya capital o cabecera era el pueblo de Misamis que la denominaba, donde residía el alcalde mayor á cuyo cargo se hallan la administración  de justicia, gobierno, etc. En lo eclesiástico pertenecía al obispado de Cebú.

"...Los confines de esta prov. tocan por la parte del E. con los de la de Caraga; por el S. se estienden hasta unas 6 ú 8 leg. hacia el centro de la isla, y por O. y N. la limita el mar de Bisayas, pues esta prov. ocupa al O. de la de Caraga la parte setentrional de la referida isla de Mindanao..."

"...El desarrollo de su superficie es de unas 120 leg. cuadradas, con unas 80 leg. de costa. 
Presentan estas grande abrigo á las embarcaciones por las incursiones que hace el mar, y prestan suma utilidad á los principales pueblos ó visitas de esta prov. La visita Tagoloán es la primera que se encuentra por la costa, después de pasada la jurísd. de la prov. de Caraga, en la bahía de Macajalar formada por la punta Sicapa en esta última prov., y la punta Sitiaban, que con la de Layaban estrecha la boca de otra gran bahía llamada Iligan. En la primera de estas dos bahías que tiene unas 20 leg. de bojeo, y al S. de Tagoloan, se halla la del mismo nombre, luego la visita Agutay, la boca del r. Cagayan, y doblando la punta Sulaban, en la bahía de Iligan, el pueblo y puerto de este mismo nombre , la visita Panaon, las bocas de los r. Agus, Nilanlon, Lupagon, Leangan, Bagumburan, y la ensenada de Panguil; el pueblo y presidio de Misamis, cab. de la prov..."

"...las bocas de los r. Mindug, Lagran y Panaon también se hallan en esta bahía por la playa de Occidente. Desde la punta Layaban hace frente la costa en línea más recta al N. y se encuentran las bocas de los r. Inamocan, Lagran y Duajo, la punta Silla, la de Taglo, que forma, con la de Sicayop al O., una ensenada en la que están las bocas de los r. Taglo, Poro y Pulanven y el pueblo de Dapitan en una altura ó cerrillo que hay junto á la playa..."
Buzeta y Bravo, Tomo II, página MIS 350 MIS

En 1818 se creó la provincia de Misamis dividida en cuatro partidos:
- Partido de Misamis, que comprendía los fuertes de Misamis y de Iligán, además de Luculán e Initao.
- Partido de Dapitan, con Dapitán, Lobungán y otros pueblos.
- Partido de Cagayán, con Cagayán, Iponán, Molugán, Hasaán y Salay.
- Partido de Catarmán en la isla de Camiguín, con la ciudad de Catarmán y los pueblos de Mambajao, Guinsilibán y Sagay.

En 1850 pasa a ser una de las cuatro divisiones políticas en que se divide la isla de Mindanao, incluyendo dentro de su jurisdicción una gran parte de lo que hoy es Lánao, todo Bukidnon, y la parte norteña de la actual Cotabato.

### Distrito
A finales del siglo XIX la isla de Mindanao se hallaba dividida en siete distritos militares. El Distrito 2º de Misamis comprendía la comandancia de Dapitan, con Dapitan, Dipolog y Lobungán, siendo su capital la villa de Cagayán de Misamis.

### Ocupación estadounidense

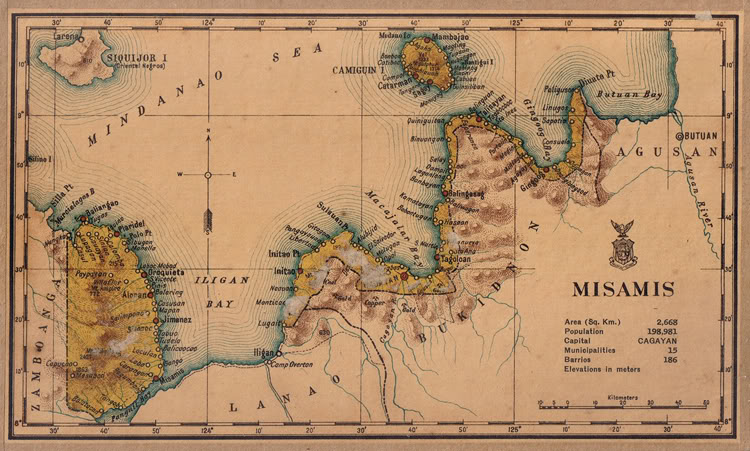
La provincia en 1918.

Durante la ocupación estadounidense de Filipinas fue establecida el 15 de mayo de 1901 incluyendo la subprovincia de Bukidnon. En 1907 cuando se creó la provincia de Agusan incluía en su territorio a Bukidnon. Según el censo de 1918, contaba con una extensión superficial de 2.668 km² que albergaba una población de 198.981 habitantes agrupados en  15 municipios y 186 barrios.
El 2 de noviembre de 1929 la provincia de Misamis fue dividida en dos, a saber, la de Misamis Oriental y la de Misamis Occidental.
La provincia de Misamis Oriental comprende los municipios de Alubijid, Balingasag, Cagayán (capital de la provincia), Gingoog, Initao, Kinogitan, Salay, Tagoloan  y Talisayan, así como la isla de Camiguin con sus tres municipios: Catarman, Mambajao y Sagay: También forman parte de esta provincia islas menores adyacentes y los distritos municipales de Claveria, Lourdes y Lumbia.
La provincia de Misamis Occidental  comprende los municipios de Aloran, Baliangao, Bonifacio, Clarín, Jiménez, López-Jaena, Misamis, Oroquieta (capital de la provincia), Plaridel, Tangub y Tudela.